# Flaga Alderney
Flaga wyspy Alderney jest flagą częściowo wzorowaną na fladze Anglii – zawiera czerwony Krzyż świętego Jerzego, patrona Anglii. Pośrodku znajduje się herb Alderney – złoty lew kroczący na tylnych łapach, na zielonej okrągłej tarczy ze złotym ornamentem naokoło.
Flaga została zatwierdzona w 1906 roku przez króla Edwarda VII. Proporcje flagi 1:2.
Od 2007 roku używana jest też brytyjska niebieska bandera z umieszczonym herbem Alderney w części swobodnej płata.